# Jókai Mór összes művei – centenáriumi kiadás
A Jókai Mór összes művei – centenáriumi kiadás az író műveinek díszes összkiadása volt Jókai születésének 100. évfordulóján, 1925-ben.

## Története
Jókai Mór (1825–1904) műveit már életében több ízben kiadták. Az első gyűjteményes kiadás 1894 és 1907 között történt meg, ezt „Nemzeti Kiadásnak” szokták nevezni.
1912–1913-ban megjelent egy nagyobb válogatás az író műveiből, ezúttal kisméretű kötetekkel. 10 évvel később ismét felmerült a továbbra is igen népszerű szerző műveinek új kiadása. A nagy feladatot az Országos Jókai Centenárium-Bizottság megbízásából a „Nemzeti Kiadást” is megjelentető Révai Testvérek vállalta el, de betársult a Franklin Társulat is.
Az I. kötet (Erdély aranykora) elejére Rákosi Jenő írt bevezetés. Ebben indokolja meg, hogy miért lehet érdemes egy meghalt író műveit ismételten kiadni:
„Minden költő a maga korához szól, annak dalol, beszél és annak mesél. Kevesen beszélnek azonban úgy, hogy szavukat nemzedékeken keresztül a legkésőbb jövendők is meghallják. Milyen tulajdonságok szükségesek ahhoz, hogy valaki eme kiválasztott kevesek közé emelkedjék, azt a misztériumot talán nem is lehet megfejteni. De azt, a ki eléri, az különbözteti meg kevésbbé szerencsés társaitól, hogy az életben él tovább, reális halhatatlanságot, míg amazok csak papiros halhatatlansággal jutalmaztatnak – az irodalomtörténetben. Ebben a kényes kérdésben pedig nem a kritika a döntő bíró, hanem a könyvkiadó, a ki mindaddig újra meg újra kiad egy-egy könyvet, a míg olvasó közönsége keresi. Az ilyen író állandó forgalomban van, él az élő, váltakozó nemzedékekkel, gyakorolja rájok, gyakorolja az eleven életre a maga formáló hatását, és ez az igazi halhatatlanság.”
Jókait szerinte négy fő érték teszi méltóvá a továbbélésre. Ezek „lelkének szemérmetes naivitása”, „fantáziája”, „rajzoló tolla”, és a „mesélő adomány”.
Végül 107 különböző Jókai mű jelent meg 100 kötetben 1925 és 1932 között. Ez 27.215 nyomtatott oldalt jelent.

## Kiállítás
A kötetek a „Nemzeti Kiadáshoz” hasonlóan díszes formában kerültek a nagyközönség elé. Erről a vörös egészvászonkötés gondoskodott, a gerincet arany csíkok díszítették. A gerincen felül arany betűkkel a szerző és a mű címe, középen a kötet sorszáma, alul a „Centenáriumi Kiadás” felirat olvasható.
Az első borítón középen Jókai stilizált fekete mellképe, fölötte arany betűkkel „JÓKAI”, alatta arany csillagokkal elválasztva a centenáriumra utaló „1825-1925” felirat látható. A borító szélen fekete keret fut végig.

## Utóélet
Jókai Mórnak később is megjelentették a műveit összkiadásban, nem a Centenáriumi kiadás volt az utolsó:
- Jókai Mór összes művei – kritikai kiadás, Akadémiai Kiadó, Budapest, 1962–1981.[6]
- Jókai Mór összes munkái 105 kötet – gyűjteményes díszkiadás, Unikornis Kiadó, Budapest, 1992–2004.[7]

## A sorozat részei

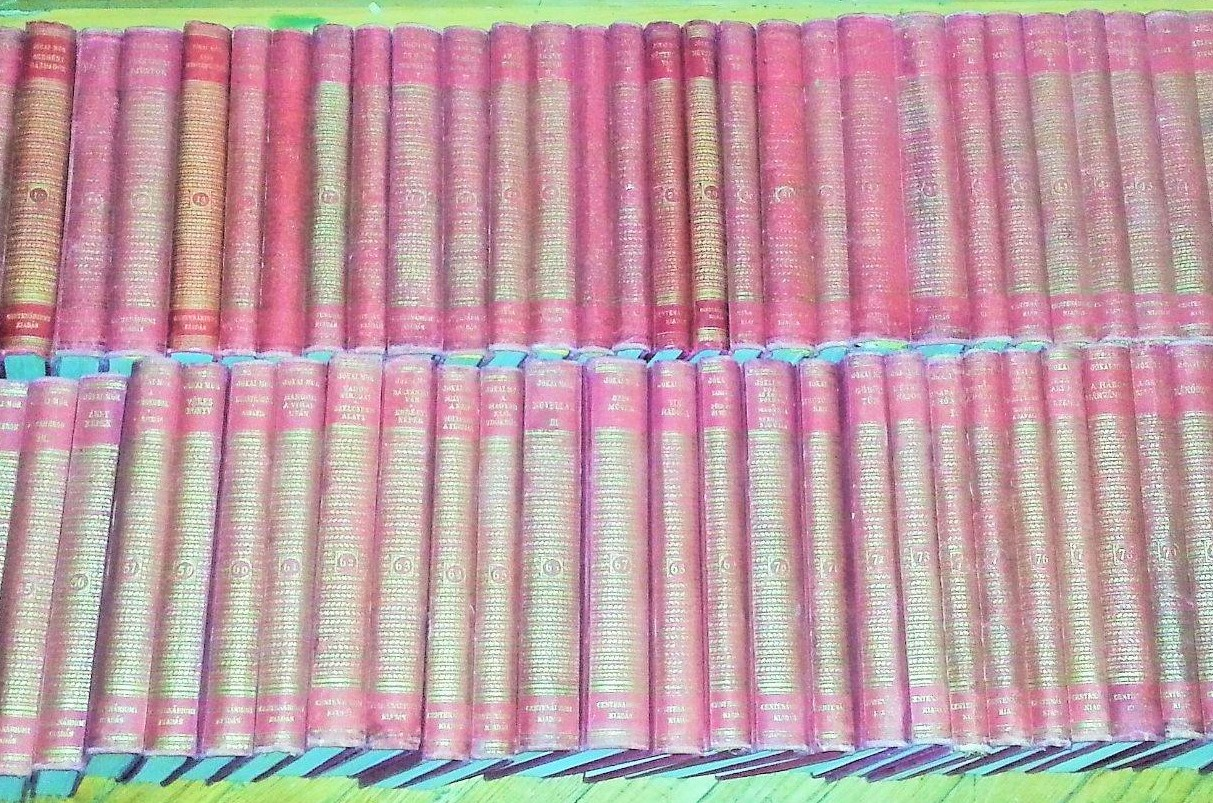
Kötetek a centenáriumi kiadásból

A sorozat kötetbeosztása a következő volt:
- 1. kötet. Erdély aranykora. Regény. Budapest, 1925. VII p. + [1] p. + 226 p. + [1] p.
- 2. kötet. Török világ Magyarországon I. Történeti regény. – A kétszarvú ember. Historiai beszély. Budapest, 1925. 209 p.
- 3. kötet. Török világ Magyarországon II. Történeti regény. – A kétszarvú ember. Historiai beszély. Budapest, 1925. 199 p. + [1] p.
- 4. kötet. Egy magyar nábob I. Budapest, 1925. 232 p.
- 5. kötet. Egy magyar nábob II. Budapest, 1925. 191 p. + [1] p.
- 6. kötet. Kárpáthy Zoltán I. Regény. Budapest, 1925. 203 p.
- 7. kötet. Kárpáthy Zoltán II. Regény. Budapest, 1925. 192 p. + [1] p.
- 8. kötet. A régi jó táblabírák. Regény. Budapest, 1925. 326 p. + [1] p.
- 9. kötet. Az elátkozott család. Regény. – A barátfalvi lévita. Budapest, 1925. 316 p. + [1] p.
- 10. kötet. Szegény gazdagok. Regény. Budapest, 1925. 327 p. + [1] p.
- 11. kötet. Az uj földesúr. Regény. Budapest, 1926. 263 p. + [1] p.
- 12. kötet. Politikai divatok. Regény. Budapest, 1926. 363 p. + [1] p.
- 13. kötet. Mire megvénülünk. Regény. Budapest, 1926. 336 p. + [1] p.
- 14. kötet. A kőszívű ember fiai I. Regény. Budapest, 1926. 236 p.
- 15. kötet. A kőszívű ember fiai II. Regény. Budapest, 1926. 231 p.
- 16. kötet. Szerelem bolondjai. Regény. Budapest, 1925. 339 p. + [1] p.
- 17. kötet. Fekete gyémántok I. Regény. Budapest, 1925. 202 p.
- 18. kötet. Fekete gyémántok II. Regény. Budapest, 1925. 196 p.
- 19. kötet. És mégis mozog a föld I. Regény. Budapest, 1925. 291 p.
- 20. kötet. És mégis mozog a föld II. Regény. Budapest, 1925. 275 p.
- 21. kötet. Csataképek a magyar szabadságharcból. Budapest, 1925. 240 p. + [1] p.
- 22. kötet. Az arany ember I. Regény. Budapest, 1925. 222 p.
- 23. kötet. Az arany ember II. Regény. Budapest, 1925. 226 p.
- 24. kötet. Az élet komédiásai I. Regény. Budapest, 1925. 243 p.
- 25. kötet. Az élet komédiásai II. Regény. Budapest, 1925. 259 p.
- 26. kötet. Enyim, tied, övé I. Regény. Budapest, 1926. 203 p.
- 27. kötet. Enyim, tied, övé II. Regény. Budapest, 1926. 194 p.
- 28. kötet. Névtelen vár I. Történelmi regény. Budapest, 1926. 210 p.
- 29. kötet. Névtelen vár II. Történelmi regény. Budapest, 1926. 207 p. + [1] p.
- 30. kötet. A tengerszemű hölgy. Budapest, 1926. 226 p. + [1] p.
- 31. kötet. Egy az Isten I. Regény. Budapest, 1927. 282 p.
- 32. kötet. Egy az Isten II. Regény. Budapest, 1927. 190 p.
- 33. kötet. Rab Ráby. Regény. Budapest, 1927. 379 p.
- 34. kötet. Akik kétszer halnak meg I. A tegnap. Regény. Budapest, 1927. 315 p.
- 35. kötet. Akik kétszer halnak meg II. A ma. Regény. Budapest, 1927. 220 p.
- 36. kötet. Szeretve mind a vérpadig I. Történeti regény a Rákóczy-korból. Budapest, 1927. 273 p.
- 37. kötet. Szeretve mind a vérpadig II. Történeti regény a Rákóczy-korból. Budapest, 1927. 190 p.
- 38. kötet. Szép Mikhál. Regény. Budapest, 1927. 232 p.
- 39. kötet. A lőcsei fehér asszony I. Regény. Budapest, 1927. 183 p.
- 40. kötet. A lőcsei fehér asszony II. Regény. Budapest, 1927. 227 p.
- 41. kötet. Jövő század regénye I. Regény. Budapest, 1928. 232 p.
- 42. kötet. Jövő század regénye II. Regény. Budapest, 1928. 232 p.
- 43. kötet. Jövő század regénye III. Regény. Budapest, 1928. 238 p.
- 44. kötet. A lélekidomár I. Regény. Budapest, 1928. 229 p.
- 45. kötet. A lélekidomár II. Regény. – A czigánybáró. Budapest, 1928. 232 p.
- 46. kötet. Fráter György I. Regény. Budapest, 1928. 259 p.
- 47. kötet. Fráter György II. Regény. Budapest, 1928. 258 p.
- 48. kötet. Sárga rózsa. / A hol a pénz nem Isten. Budapest, 1928. 214 p. + [1] p.
- 49. kötet. Novellák I. Budapest, 1928. 213 p. + [2] p.
- 50. kötet. Novellák II. Budapest, 1928. 215 p. + [1] p.
- 51. kötet. A janicsárok végnapjai. Regény. – A fehér rózsa. Budapest, 1928. 285 p. + [2] p.
- 52. kötet. Egy hirhedett kalandor a tizenhetedik századból. Budapest, 1928. 232 p.
- 53. kötet. Dekameron I. Száz novella. Budapest, 1928. 238 p.
- 54. kötet. Dekameron II. Száz novella. Budapest, 1928. 244 p.
- 55. kötet. Dekameron III. Száz novella. Budapest, 1928. 238 p.
- 56. kötet. Árnyképek. Budapest, 1928. 231 p. + [1] p.
- 57. kötet. A damokosok. Regényes történet. – Népvilág. Elbeszélések. Budapest, 1928. 244 p. + [1] p.
- 58. kötet. Szomoru napok. Regény. – A ki a szivét a homlokán hordja. Budapest, 1928. 259 p. + [1] p.
- 59. kötet. Véres könyv. Csataképek a keleti háborúból. Budapest, 1928. 247 p. + [1] p.
- 60. kötet. Délvirágok. – Oceánia. Egy elsülyedt világrész története. Budapest, 1928. 231 p. + [1] p.
- 61. kötet. Hangok a vihar után. Elbeszélések. Budapest, 1930. 247 p. + [1] p.
- 62. kötet. A vadon virágai. – Szélcsend alatt. Elbeszélések. Budapest, 1930. 293 p. + [2] p.
- 63. kötet. Bálványos vár. Regény. – Erdélyi képek. Elbeszélések. Budapest, 1930. 294 p. + [1] p.
- 64. kötet. Milyenek a nők? – Milyenek a férfiak. Elbeszélések. Budapest, 1930. 214 p. + [1] p.
- 65. kötet. A magyar előidőkből. – Egy asszonyi hajszál. Elbeszélések. Budapest, 1930. 219 p. + [1] p.
- 66. kötet. Novellák III. Budapest, 1930. 299 p. + [2] p.
- 67. kötet. Szinművek I. Budapest, 1930. 263 p. + [1] p.
- 68. kötet. Virradóra. Elbeszélések. Budapest, 1930. 223 p. + [1] p.
- 69. kötet. Targallyak. – Föld felett és víz alatt. Elbeszélések. Budapest, 1930. 223 p. + [1] p.
- 70. kötet. Egész az északi pólusig. Elbeszélés. – Magnéta. Regény. – A szegénység útja. Elbeszélés. Budapest, 1930. 281 p. + [2] p.
- 71. kötet. Megtörtént regék. Beszélyek. Budapest, 1930. 212 p. + [1] p.
- 72. kötet. Görög tűz. Elbeszélések. Budapest, 1930. 209 p. + [2] p.
- 73. kötet. Hétköznapok. Regény. Budapest, 1930. 217 p. + [2] p.
- 74. kötet. Szabadság a hó alatt vagy a Zöld könyv I. Történelmi regény. Budapest, 1930. 194 p.
- 75. kötet. Szabadság a hó alatt vagy a Zöld könyv II. Történelmi regény. Budapest, 1930. 195 p.
- 76. kötet. Még egy csokrot. Elbeszélések. – Mesék és regék. – Van még uj a nap alatt. Elbeszélések. Budapest, 1930. 198 p. + [1] p.
- 77. kötet. Egy játékos aki nyer. Regény. – Költemények. Budapest, 1930. 232 p.
- 78. kötet. A három márványfej. Regény. Budapest, 1930. 282 p. + [1] p.
- 79. kötet. A gazdag szegények. Regény. Budapest, 1930. 212 p. + [1] p.
- 80. kötet. Rákóczy fia. Regény. Budapest, 1930. 288 p. + [1] p.
- 81. kötet. Páter Péter. Regény. – Asszonyt kísér - Istent kísért. Regény. Budapest, 1931. 218 p. + [1] p.
- 82. kötet. Levente. Történeti drámai költemény. – Minden poklokon keresztül. Történeti regény. Budapest, 1931. 295 p. + [1] p.
- 83. kötet. Nincsen ördög. Regény. – A Magláy család. – A ki holta után áll bosszút. Budapest, 1931. 261 p. + [2] p.
- 84. kötet. A fekete vér. Regény. – Lenczi fráter. Regény. Budapest, 1931. 218 p. + [1] p.
- 85. kötet. A két Trenk. Történeti regény. – Trenk Frigyes. Történeti regény. Budapest, 1931. 292 p.
- 86. kötet. Tégy jót! Regény. – A három királyok csillaga. Budapest, 1931. 190 p. + [1] p.
- 87. kötet. De kár megvénülni! Regény. Egy vén öcsém-uram élményei után. Budapest, 1931. 241 p. + [2] p.
- 88. kötet. Napraforgók. Beszélyek. Budapest, 1931. 230 p. + [1] p.
- 89. kötet. Őszi fény. – Észak honából. Elbeszélések. Budapest, 1931. 212 p. + [1] p.
- 90. kötet. Felfordult világ. – Mesék és regék. Budapest, 1931. 241 p. + [2] p.
- 91. kötet. Utazás egy sirdomb körül. – Emlékeim a szabadságharc idejéből. Budapest, 1932. 200 p. + [1] p.
- 92. kötet. Életemből. – Emlékbeszédek. Budapest, 1932. 222 p.
- 93. kötet. Félistenek bolondságai. – Sírkőalbum. Budapest, 1932. 201 p. + [2] p.
- 94. kötet. A mi lengyelünk I. Regény. Budapest, 1932. 255 p.
- 95. kötet. A mi lengyelünk II. Regény. – A börtön virága. Regény. Budapest, 1932. 224 p.
- 96. kötet. Egetvívó asszonyszív. Regény. Budapest, 1932. 211 p. + [1] p.
- 97. kötet. A kis királyok I. Regény. Budapest, 1932. 242 p.
- 98. kötet. A kis királyok II. Regény. Budapest, 1932. 220 p.
- 99. kötet. Öreg ember nem vén ember. Regény. Budapest, 1932. 195 p. + [1] p.
- 100. kötet. Téli napsugár. (A Centenáriumi kiadás teljes tartalomjegyzékével kiegészített kötet). Budapest, 1932. 192 p.